# Vilja
Vilja eller volition kallas den mentala kapacitet som innebär att en individ utövar medveten kontroll över sitt tänkande och handlande. Vilja är den inre kraft som driver en individ att handla, fatta beslut och uppnå mål. Människans vilja spelar en central roll för motivation, självkontroll och beslutsfattande.
Begreppet är centralt inom filosofin, psykologin och kognitionsvetenskapen. Förutom oenigheten kring hur man ska definiera begreppet råder också oenighet kring hur människor får kunskap om sina egna viljeattityder. En annan central frågeställning inom det filosofiska studiet av viljan är dess förhållande till känslor och förnuftet. Involverar känslor alltid viljeattityder? Är viljan bestämd av förnuftet?